# Kanton Guachapala
Der Kanton Guachapala befindet sich in der Provinz Azuay im Süden von Ecuador. Er besitzt eine Fläche von 39,6 km². Beim Zensus betrug die Einwohnerzahl 3409, wovon 1125 im Hauptort wohnten. Für das Jahr 2020 wird die Einwohnerzahl des Kantons auf 3860 geschätzt. Verwaltungssitz des Kantons ist die Ortschaft Guachapala. Der Kanton Guachapala wurde im Jahr 1996 eingerichtet.

## Lage
Der Kanton Guachapala befindet sich im Nordosten der Provinz Azuay. Das Gebiet liegt in den Anden am Südufer des Río Paute oberhalb der Einmündung des Río Collay. Die Fernstraße E40 von Cuenca nach Santiago de Méndez führt durch den Kanton und an dessen Hauptort vorbei.
Weiter nördlich, am gegenüberliegenden Flussufer, befindet sich der Kanton Paute. Im Osten grenzt der Kanton Guachapala an den Kanton Sevilla de Oro, im Südosten an den Kanton El Pan sowie im Süden an den Kanton Gualaceo.

## Verwaltungsgliederung
Der Kanton Guachapala ist deckungsgleich mit der gleichnamigen Parroquia urbana („städtisches Kirchspiel“).